# Хед-Смэшт-Ин-Баффало-Джамп

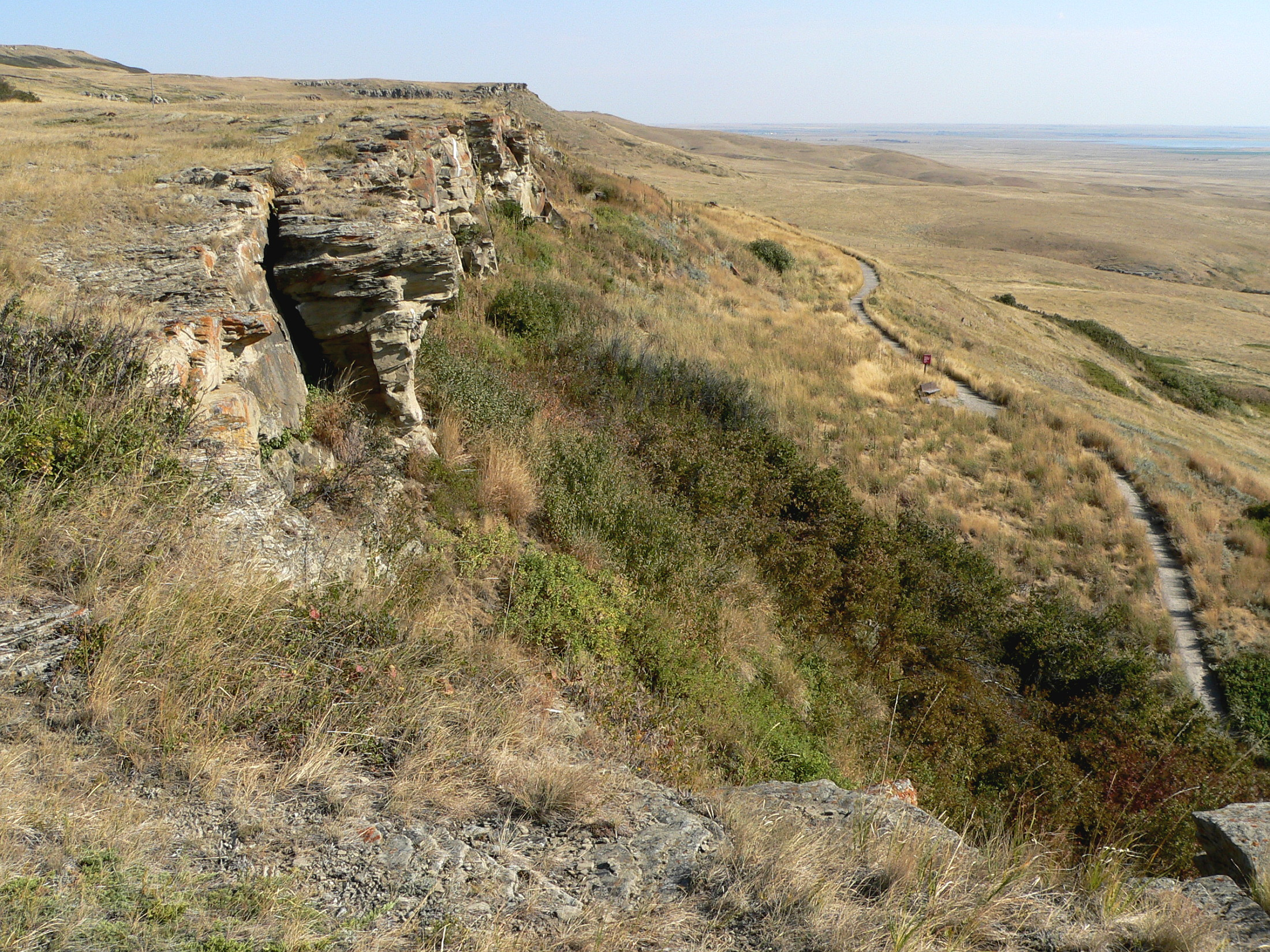

Хед-Смэшт-Ин-Баффало-Джамп (англ. Head-Smashed-In Buffalo Jump) — обрыв в предгорьях Скалистых гор в Канаде примерно в 18 км к северо-западу от Форт-Маклауд, Альберта, невдалеке от шоссе 785. Индейцы равнин использовали этот обрыв в течение более чем 5500 лет, чтобы убивать с его помощью бизонов. Обрыв в 1981 году был объявлен ЮНЕСКО объектом всемирного наследия. Также рядом расположен музей культуры индейцев народа черноногих (Blackfoot).

## История
Обрыв использовался в течение минимум 5500 лет коренными народами равнин для убийства бизонов посредством падения их с высоты 11 метров в пропасть. Черноногие гнали бизонов с выпаса в Поркьюпайн-Хиллс примерно в 3 километрах к западу от сайта «места падения», отмеченного сотнями кейрнов, переодевшись койотами и волками. Затем на полном скаку бизоны падали под напором бегущего сзади стада и ломали себе ноги. Сама скала имеет около 300 метров в длину и в своей высшей точке обрывается на 10 метров вниз. Место использовалось уже по меньшей мере 6000 лет назад, а кости обнаруживаются в грунте на глубине до 12 метров. После падения раненого бизона добивали другие охотники, и туши разделывались на соседних стоянках. В лагере у подножия скалы имелось всё необходимое для обработки туши бизона, в том числе пресная вода. Туша использовалась в различных целях: от костяных инструментов до шкур, которые использовались для устройства жилищ и шитья одежды. Важность места выходила за рамки простого источника продовольствия и материалов. После удачной охоты богатое количество пищи и относительная простота её добычи позволяли людям использовать полученный досуг для художественного творчества и духовной жизни, что повышало сложность культурной жизни общества черноногих.
На языке черноногих имя этого места звучит как Estipah-skikikini-kots. Согласно легенде, молодой черноногий хотел посмотреть, как бизоны падают с обрыва, но был погребён под падающими животными. Позже его нашли мёртвым под грудой тел, разбившим себе голову.

## Объект всемирного наследия и культурный центр
Обрыв был заброшен индейцами в XIX веке — после прихода европейцев. Это место было впервые описано европейцами в 1880 году, первые раскопки были проведены экспедицией Американского музея естественной истории в 1938 году. Обрыв был объявлен канадским национальным историческим памятником в 1968 году, провинциальным историческим памятником в 1979 году, а в 1981 году был внесён в список Всемирного наследия ЮНЕСКО. В этом же году в этом месте был создан парк.
Открытый здесь в 1987 году культурный центр построен на древних песчаниковых скалах в натуралистическом стиле. Он включает пять уровней, отражающих экологию, мифологию, образа жизни и технологии народа черноногих в контексте доступных археологических свидетельств, представленных с точки зрения как индейцев, так и европейской археологической науки. При центре имеется кемпинг с размещением в традиционных индейских жилищах типи. Организуются мастерские по таким темам жизни индейцев, как создание мокасинов, барабанов и так далее. Каждый год здесь проходит ряд мероприятий и фестивалей индейцев, известных во всём мире своей яркостью, энергией и подлинностью, в том числе специальный фестиваль под названием, объединяющий индейских художников и ремесленников, которые демонстрируют широкий выбор ювелирных изделий, одежды, предметов искусства и ремёсел. Посетители могут наблюдать традиционные танцы и игру на барабанах.
Также действует постоянная выставка «Утраченные идентичности: путь к переоткрытию» — коллекция фотографий, сделанных в общинах аборигенов. Она впервые появилась здесь в 1999 году в качестве передвижной выставки, но теперь открыта на постоянной основе. Она является результатом сотрудничества многих исторических обществ и музеев, которые предоставили и идентифицировали ранее неопознанные снимки. Общины, где были сделаны фотографии, предоставили дополнительную информацию и контекст, чтобы снимки обрели «голос».